# Salutschuss

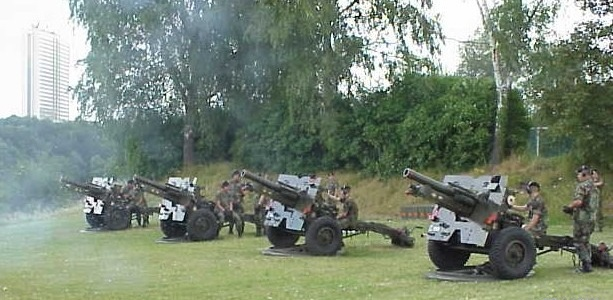
101 Salutschüsse zu Anlass des luxemburgischen Nationalfeiertages

Der Salutschuss (auch Ehrensalve) ist eine militärische Tradition, die mit Kanonen in vielen Ländern gepflegt wird und die mitunter auch bei Festlichkeiten in zivilen Bereichen, beispielsweise dem Böllerschießen, Anwendung findet.
Im deutsch- und englischsprachigen Raum werden zu Anlass von Staatsvisiten 21 Kanonenschüsse (“21-gun salute”) Salutschüsse abgegeben. Der "Three-volley salute" wird meist mit 3 Salven aus Handfeuerwaffen ausgeführt. Anlässlich der Geburt eines Thronfolgers werden 101 Schuss abgefeuert. In manchen Ländern werden ebenfalls zum Geburtstag des Monarchen 101 Schuss abgefeuert.
In der Regel werden Salutschüsse mit historischen Kanonen abgefeuert. Bei der verwendeten Munition handelt es sich um Platzpatronen, die mit Schwarzpulver gefüllt sind.

## Situation in einzelnen Ländern

### Deutsches Reich
Die Salutordnung für deutsche Kriegsschiffe zu Beginn des 20. Jahrhunderts sah folgende Schusszahlen vor:
- 33 Schuss für den Kaiser und die Kaiserin
- 21 Schuss für deutsche Könige, regierende Fürsten, fremde Kaiser, Könige und regierende Fürsten (sowie deren Gemahlinnen), königliche Prinzen, Präsidenten von Republiken
- 19 Schuss für Generalfeldmarschälle, Großadmirale und Botschafter
- 17 Schuss für Admirale, Generale, Staatssekretär des Reichsmarineamts, Generalinspekteur der Marine und den Gouverneur von Deutsch-Ostafrika
- 15 Schuss für Vizeadmirale, Generalleutnants und Gesandte
- 13 Schuss für Konteradmirale, Generalmajore und Ministerresidenten
- 11 Schuss für Kommodore, Brigadekommandeure und Geschäftsträger
- 9 Schuss für Generalkonsuln und Reichskommissare in den Schutzgebieten
- 7 Schuss für Konsuln
- 5 Schuss für Vizekonsuln

Alle Salutschüsse fremder Schiffe wurden mit gleicher Schusszahl erwidert. Salutfähig waren alle deutschen Kriegsschiffe vom Kleinen Kreuzer aufwärts.

#### Deutsche Salutstationen

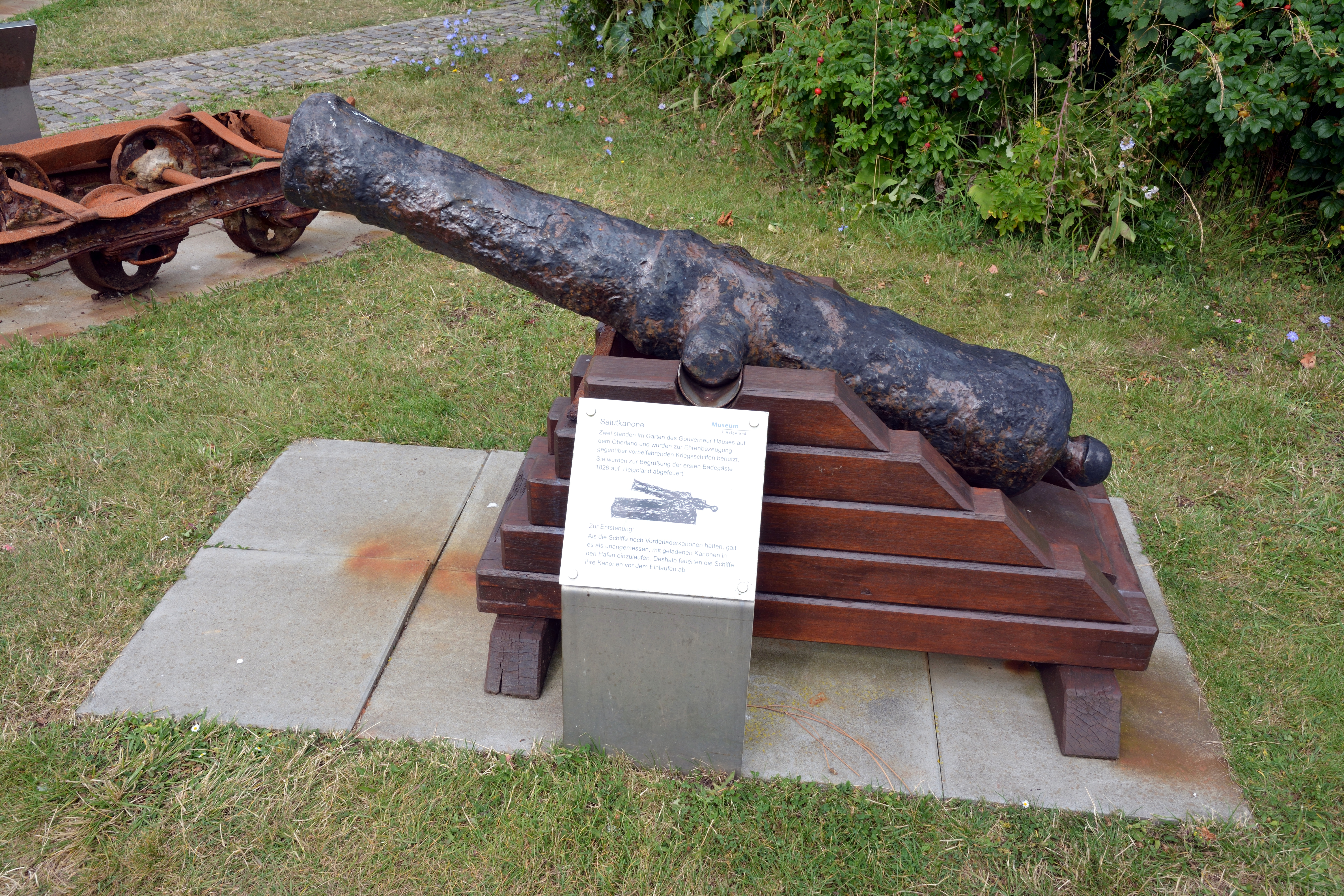
Salutkanone im Museum Helgoland

Die Salutstationen an der deutschen Küste befanden sich in Wilhelmshaven, Cuxhaven, Friedrichsort, Helgoland, Swinemünde, Neufahrwasser (Danzig) und Pillau. In den Kolonien waren es Daressalam und Tsingtau.

### Deutschland
Bei Empfängen mit militärischen Ehren werden 21 Salutschüsse abgegeben. Sie werden abfeuerert bei einem Besuch eines Monarchen und wenn ein ausländisches Staatsoberhaupt erstmals in dieser Funktion nach Deutschland kommt.
Der Salutzug, offizielle Bezeichnung Unterstützungszug Protokoll, der Bundeswehr untersteht seit 2006 dem Wachbataillon beim Bundesministerium der Verteidigung. Er ist ausgestattet mit einer Feldhaubitzenbatterie mit Feldhaubitzen mit M101 Kaliber 105 mm. Sie verschießen mit Schwarzpulver gefüllte Platzpatronen.

### Schwedische Salutstationen
Auch Schweden pflegt die Sitte der Salutstationen. Salutstationen befinden sich in:
- Skeppsholmen
- Kastellholmen
- Kungshall 2 stycken (Karlskrona)
- Fårösund
- Festung Boden[3]
- Norra Brännan, (Härnösand)
- Vaxholms fästning
- Skansen Lejonet, (Göteborg)

### Kanadische Salutstationen
Kanadische Salutstationen befinden sich in:
- St. John’s
- Halifax
- Québec
- Montreal
- Vancouver
- Victoria (Esquimalt)[4]

### Britisch-Indien
Besonders detailliert war das Protokoll im Kaiserreich Indien zum Höhepunkt des Empire geregelt. Von den indischen Fürsten waren 121 salutberechtigt. Der Souverän (Queen-Empress bzw. King-Emperor) wurde bei persönlicher Anwesenheit mit 101 Schuss begrüßt. Der „königliche Salut“ am Kaisergeburtstag, zu Jubiläen, für Mitglieder des Königshauses, den Vizekönig und ein Schiff, das die königliche Standarte zeigte, war 31 Schuss. Dem Oberkommandierenden der British Army standen 19 Schuss zu, wenn er Feldmarschall war, ein General erhielt nur 17. Dies galt ebenso für den Präsidenten des Imperial Executive Council, die Gouverneure der drei Presidencies und den Gouverneur von Französisch und Portugiesisch-Indien. Einfache Mitglieder des Executive Council, Lieutenant Governors einzelner Provinzen und der Kommandant der indischen Armee erhielten 15 Schuss. Der AGG der Rajputana Agency, Generale, die eine Division kommandierten, Chief Commissioner und Gouverneure hatten Anspruch auf 13 Schuss, jedoch nur, wenn sie in offizieller Kapazität innerhalb ihrer Amtsbereiche unterwegs waren. Agents für Fürstenstaaten, die portugiesischen Gouverneure von Daman und Diu sowie kommandierende Brigadegeneräle erhielten 11 Schuss. Den Salut für Offiziere erhielt immer nur der ranghöchste Anwesende, wenn er tatsächlich Kommandant war. Bei den großen Fürstenversammlungen, wie 1877, 1903 und 1911 in Delhi zog sich die Schießerei über mehrere Tage hin.

### Vereinigte Staaten von Amerika

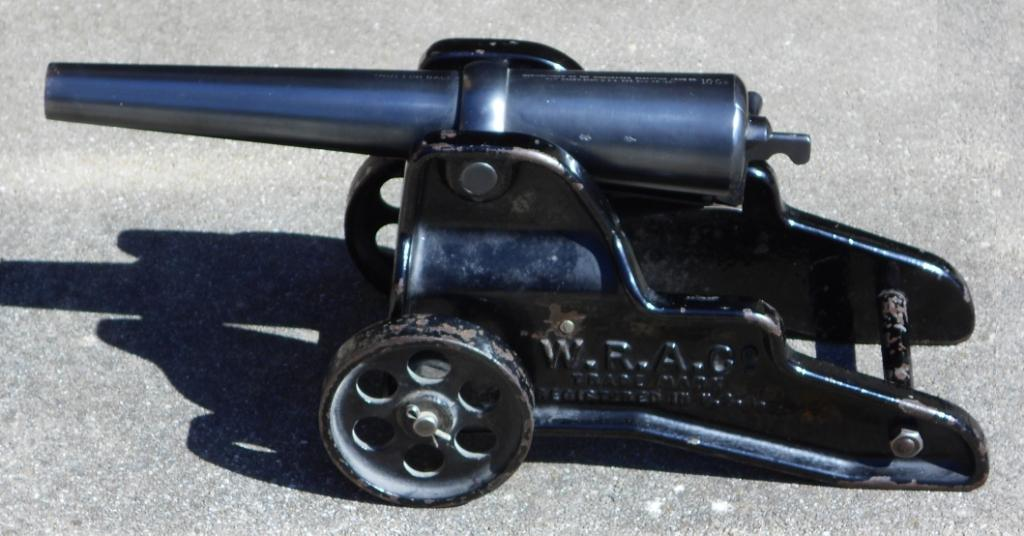
In den USA verwendete Winchester Salutkanone

In den Vereinigten Staaten wurde die allgemein gültige Konvention in den letzten Jahrzehnten modifiziert. Auch hier ist die Zahl der Schüsse abhängig von der Bedeutung der Persönlichkeit. Der Präsident wird mit 21 Schüssen geehrt, der Verteidigungsminister wird mit 19 Schüssen geehrt und Generäle erhalten zwischen 17 und 11 Schüssen. (Siehe auch Winchester Model 1898 Cannon)

### Schweiz
In der Schweiz wurde die Zahl der Schüsse von 21 auf 23 erhöht – ein Schuss für jeden Stand. Die letzten beiden Schüsse werden zusammen abgefeuert.

## Salut bei Beerdigungen

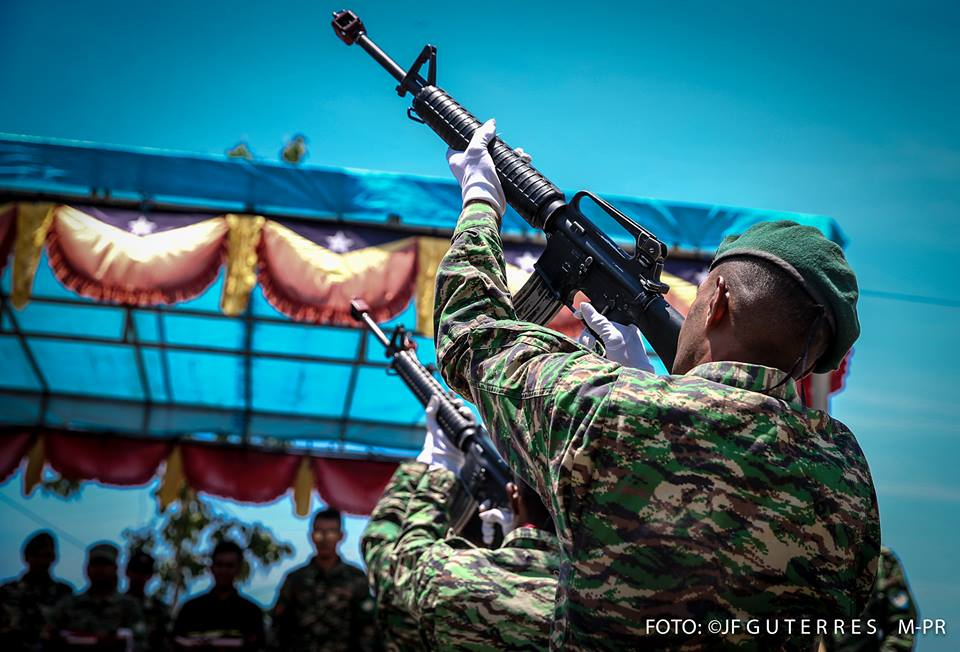
Salut bei einer Beerdigung auf dem Heldenfriedhof in Metinaro (Osttimor)

In vielen Gegenden Deutschlands ist es üblich, dass bei Beerdigungen von gefallenen Soldaten oder verstorbenen Reservisten Salut geschossen wird. Dies erfolgte entweder durch eine Abordnung Soldaten mit Gewehren und Platzpatronen oder durch Böllergewehre, Standböller oder Böllerkanonen örtlicher Schützenvereinigungen oder Freiwilliger. Es werden in der Regel drei Schüsse, Salven geschossen.
Die Sitte, tote Soldaten bei Beerdigungen mit drei Salven Gewehrschüssen zu ehren, gibt es auch in den USA.
In Kanada werden verstorbene Soldaten mit Funeral Salutes geehrt.